# Škytavka
Škytavka (lat. singultus) je označení pro náhlé, ve většině případů spontánní stahy bránice, které jsou vyvolány drážděním bráničních nervů nebo některých mozkových center. Bránici může dráždit také plný žaludek, nebo určitý stav hypoxie. U škytavky se do plic prudce nasává vzduch, při průchodu do plic hrtanem nastává rychlé uzavření hrtanové příklopky (epiglottis).

## Příčiny
Škytavku mohou způsobovat nejrůznější poruchy nervového nebo periferního systému. Zde je seznam nejčastějších příčin škytavky:
- sycené nápoje, alkoholické nápoje,
- dehydratace,
- rychlá konzumace potravin,
- kombinace studených a teplých potravin,
- pálení žáhy,
- nedostatek vitamínů,
- šok,
- bouřlivý smích.

V lidových mýtech je původ spontánní škytavky přisuzován tomu, že na škytajícího člověka myslí jiná osoba a že škytavka odezní ve chvíli, kdy škytající zjistí, kdo ona jiná osoba je.

## Léčba

### Domácí léčba
Škytavka se ve většině případů léčí nelékařskými zákroky. Většinou přejde sama bez jakéhokoliv zákroku. Někdy se doporučuje zadržování dechu na krátkou chvíli nebo vypití určitého množství obyčejné pitné vody při držení zacpaného nosu. Jako relativně účinné se jeví „zadržení dechu“ po výdechu, kterému předcházel hlubší nádech. Možná i větší účinnosti potlačení škytavky můžete dosáhnout zatajením dechu a tlakem oběma rukama proti zdi. Důležité je pak stažení celého středu těla a podvědomý pocit tlačení dechu do žaludku.
Z pohledu přírodní medicíny je spouštěčem přechod z napjatého (stresového) stavu do stavu uvolněného, řešením je tedy vše, co tělo a psychiku uvolňuje a odbourává stres.

### Odborná léčba
Lékařské péče je zapotřebí jen v malém množství případů, jedná-li se o delší škytavku. V těchto vzácných případech jsou podávány speciální léky na uklidnění či slabší sedativa (např. Haldol).